# Anar Zeinalov
Anar Zeinalov (ur. 13 stycznia 1985) – estoński zapaśnik walczący w stylu klasycznym. Zajął piętnaste miejsce na mistrzostwach świata w 2011. Piąty na mistrzostwach Europy w 2011. Mistrz nordycki w 2010 i trzeci w 2008 roku.